# Brachial
Das Adjektiv brachial (im 19. Jahrhundert aus dem lateinischen brachiālis „zum Arm gehörig“, zu griechisch brachiōn „Oberarm, Arm“ entlehnt) bedeutet in der Medizin „den Arm betreffend, zum Oberarm gehörig“ (vgl. z. B. auch Brachialgie). Allgemeinsprachlich steht brachial für „handgreiflich, mit roher Körperkraft“, im übertragenen Sinn für „skrupellos, bedenkenlos, rücksichtslos“ oder auch „gewaltig“.